# シュカ・サプタティ
シュカ・サプタティ(Śukasaptati)は、インドの説話集。日本では『鸚鵡七十話』という題名で知られる。

## 紹介
パーリ語のジャータカや、サンスクリット語の『パンチャタントラ』、ソーマデーヴァ『カター・サリット・サーガラ』 (Kathasaritsagara) などとともに古代インドの重要な説話作品とされる。
内容は、枠物語の構成をとっている。商人のマダナセーナが旅に出ることになり、妻のプラバーヴァティのことを守るよう、グナサーガラという賢い鸚鵡に頼んで出かける。妻は王子のヴィナヤカンダルパに見初められて逢引に出かけようとし、鸚鵡に相談する。鸚鵡は謎かけの逸話を妻に話し、妻に解決策を考えさせる。夜があけると、鸚鵡は解答を話す。この繰り返しにより、夫が帰るまでの70夜を無事にすごす。
原典はサンスクリット語で書かれており、インドの各方言に訳された。1330年にナフシャビー (Nakhshabi) がペルシア語に訳し、それがトルコ語にも訳され広まった。リヒャルト・シュミットはペルシア語版をもとにドイツ語に訳し、ゲーテに愛読された。

## 日本語訳
- 『鸚鵡七十話 インド風流譚』田中於菟弥訳、東洋文庫、1963年。